# Paul de Cassagnac
Paul Adolphe Marie Prosper Granier de Cassagnac, detto anche Paul de Cassagnac o Cassagnac il vecchio (Parigi, 2 dicembre 1843 – Saint-Viâtre, 4 novembre 1904), è stato un politico e giornalista francese.

## Biografia

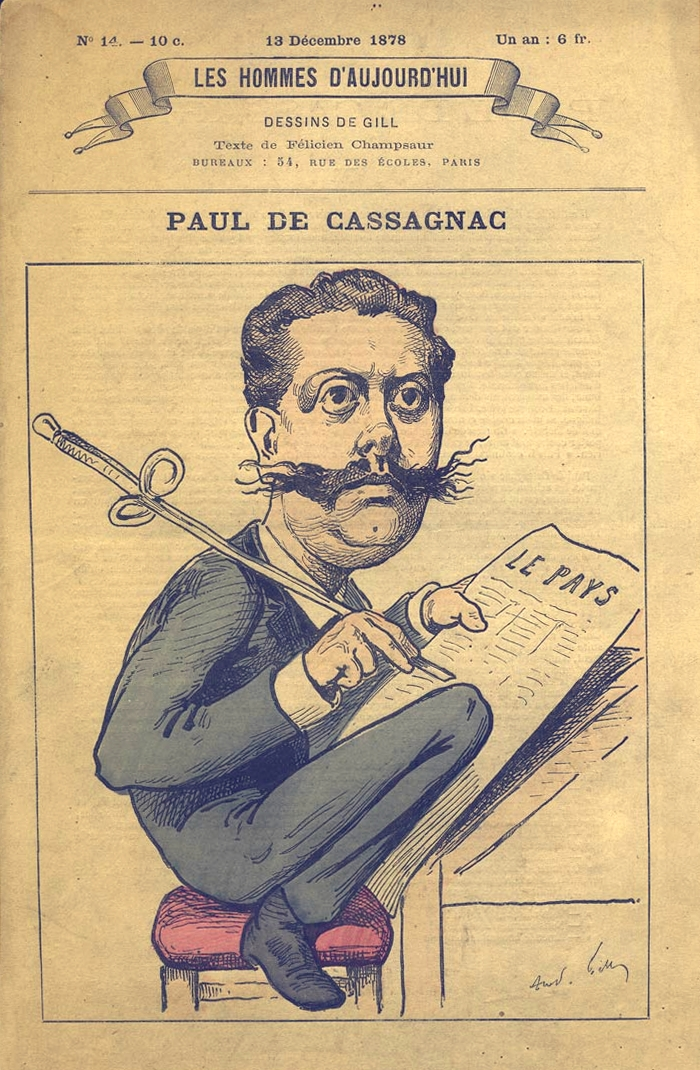
Paul de Cassagnac in una caricatura di André Gill per il giornale Les Hommes d'aujourd'hui, 13 dicembre 1878.

Figlio del politico e giornalista Bernard-Adolphe Granier de Cassagnac e di sua moglie, la creola Rosa de Beaupin de Beauvalon, ancora giovanissimo Paul si associò al padre sia in politica che nel giornalismo. Studiò a Foix ed a Perpignan per poi laurearsi all'università di Tolosa. Nel 1866 divenne editore del giornale conservatore Le Pays e si impegnò in una serie di aspri dibattiti politici coi suoi avversari, talvolta sulla carta, talvolta in veri e propri duelli come nel caso del collega giornalista Aurélien Scholl. Con la dichiarazione di guerra del 1870 che aprì la guerra franco-prussiana fu volontario e venne fatto prigioniero durante la battaglia di Sedan.
Al suo ritorno dalla prigionia (trascorsa in una fortezza in Slesia), si impegnò ancora più attivamente a livello politico, sostenendo apertamente il partito dei bonapartisti e riprendendo a scrivere su Le Pays, sia contro i repubblicani che contro i realisti. Eletto deputato al parlamento per la costituente di Gers nel 1876, adottò la politica dell'ostruzionismo "per screditare il regime repubblicano". Nel 1877, come esponente del movimento politico nazionalista e revanscista Appel au peuple, incoraggiò Patrice de Mac-Mahon a tentare un colpo di stato di stampo bonapartista, ma il rifiuto del maresciallo e la morte del principe Napoleone Eugenio fecero fallire le sue aspettative. Dopo tali azioni giocò un ruolo secondario alla camera e si occupò perlopiù della direzione del giornale che nel frattempo aveva fondato, L'Autorité. Non venne rieletto alle elezioni del 1902 e morì nel novembre del 1904, venendo sepolto al cimitero di Montmartre. I suoi figli Paul e Guy presero dopo di lui la direzione de L'Autorité.
Suo cugino, col quale ebbe notevoli scontri politici, fu Prosper-Olivier Lissagaray.

## Araldica
| Stemma | Descrizione                         | Blasonatura |
|        | Paul Granier de Cassagnac Cavaliere | Paritto: al 1° di rosso a tre melagrane d'oro, aperte del campo; al 2° d'azzurro al crescente d'argento. Corona da cavaliere. |